# Patriarcato (sociologia)
In sociologia, il patriarcato è un sistema sociale in cui gli uomini anziani del gruppo detengono in via esclusiva il potere nella società, tanto nella sfera domestica, quanto in quella pubblica, in termini dunque di leadership politica, autorità morale, privilegio sociale e controllo della proprietà privata.
In ambito familiare, il padre o la figura paterna esercita la propria autorità sulla donna e i figli. Tale modello sociale ha inoltre carattere patrilineare, il che significa che i beni familiari e il titolo vengono ereditati dalla prole maschile.
Il patriarcato viene talvolta contrapposto alla nozione di matriarcato.
Storicamente, il patriarcato si è manifestato nell'organizzazione sociale, legislativa, politica, religiosa ed economica di una serie di culture tra loro differenti.

## Etimologia e utilizzo del termine
Il termine patriarcato vuol dire letteralmente "la legge del padre" e viene dal greco πατριάρχης (patriarkhēs), "padre di una razza" o "capo di una razza, patriarca", che è composto da πατριά (patria), "stirpe, discendenza" (da πατήρ patēr, "padre") e ἄρχω (arkhō), "comando".
Storicamente, il termine patriarcato è stato usato per riferirsi al dominio autocratico da parte del capo di una famiglia; tuttavia, in tempi moderni, si riferisce più generalmente alla teoria femminista riguardante un sistema sociale in cui il potere è prevalentemente detenuto da uomini adulti.

## Origini e sviluppo storico
Secondo Robert M. Strozier, il dominio maschile sulle donne è stato attestato fin dai più antichi documenti scritti, in Mesopotamia dal 3100 a.C.: questi documenti sanciscono le restrizioni sulla capacità riproduttiva delle donne e la loro esclusione dal "processo di rappresentanza o dalla costruzione della storia".
Tuttavia, gli archeologi e gli antropologi sono concordi sull’idea che il patriarcato sia un fenomeno relativamente recente, non più vecchio di 8000 anni fa e coincidente con l’avvento dell’agricoltura.

### La "nascita" del padre

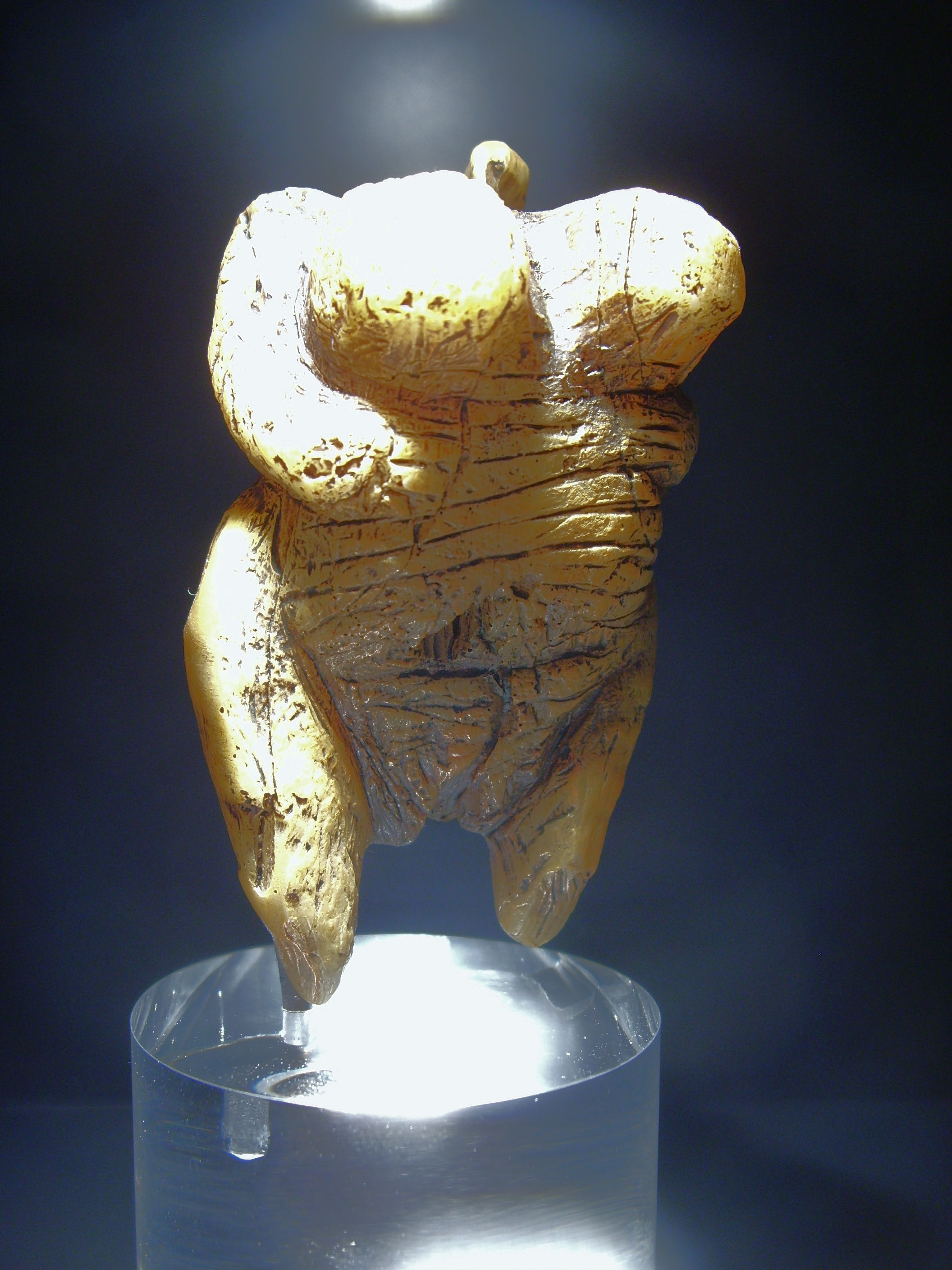
Venere di Hohle Fels, reperto del Paleolitico. I ritrovamenti archeologici del Paleolitico che raffigurano il corpo umano rappresentano, quasi sempre, dei corpi femminili

Riguardo all'epoca preistorica, lo svizzero Johann Jakob Bachofen e poi l'americano Lewis H. Morgan, vissuti nell'Ottocento, avevano ipotizzato due cose: che il patriarcato fosse un'evoluzione sociale recente, e che le società preistoriche fossero matriarcali, cioè caratterizzate da una struttura in cui le donne erano ai vertici della società.
Progressivamente, la seconda ipotesi è stata abbandonata: oggi, gli archeologi e gli antropologi pensano che il matriarcato non sia mai esistito. e che la maggior parte delle società preistoriche fossero relativamente egualitarie.
Invece, c'è consenso sulla prima ipotesi, cioè che il patriarcato sia un'evoluzione recente nella storia dell'umanità. Secondo i ricercatori, infatti, le strutture sociali patriarcali si sarebbero sviluppate molti anni dopo l'inizio dell'Olocene, cioè durante l'Evo Neolitico, in seguito agli avanzamenti tecnologici dell'agricoltura e dell'addomesticazione di animali. Occorre ricordare che per millenni, gli esseri umani sono vissuti di raccolta e caccia, e solo durante l'Evo Neolitico hanno iniziato a seminare e coltivare piante.
Questa evoluzione tecnologica ha avuto inevitabilmente anche un impatto culturale. Per tutto l'Evo Paleolitico, infatti, le rappresentazioni del corpo umano sono quasi solo di corpi femminili (le cosiddette "Veneri paleolitiche"). È solo a partire dal Neolitico che si trovano anche rappresentazioni del corpo maschile e del rapporto sessuale.

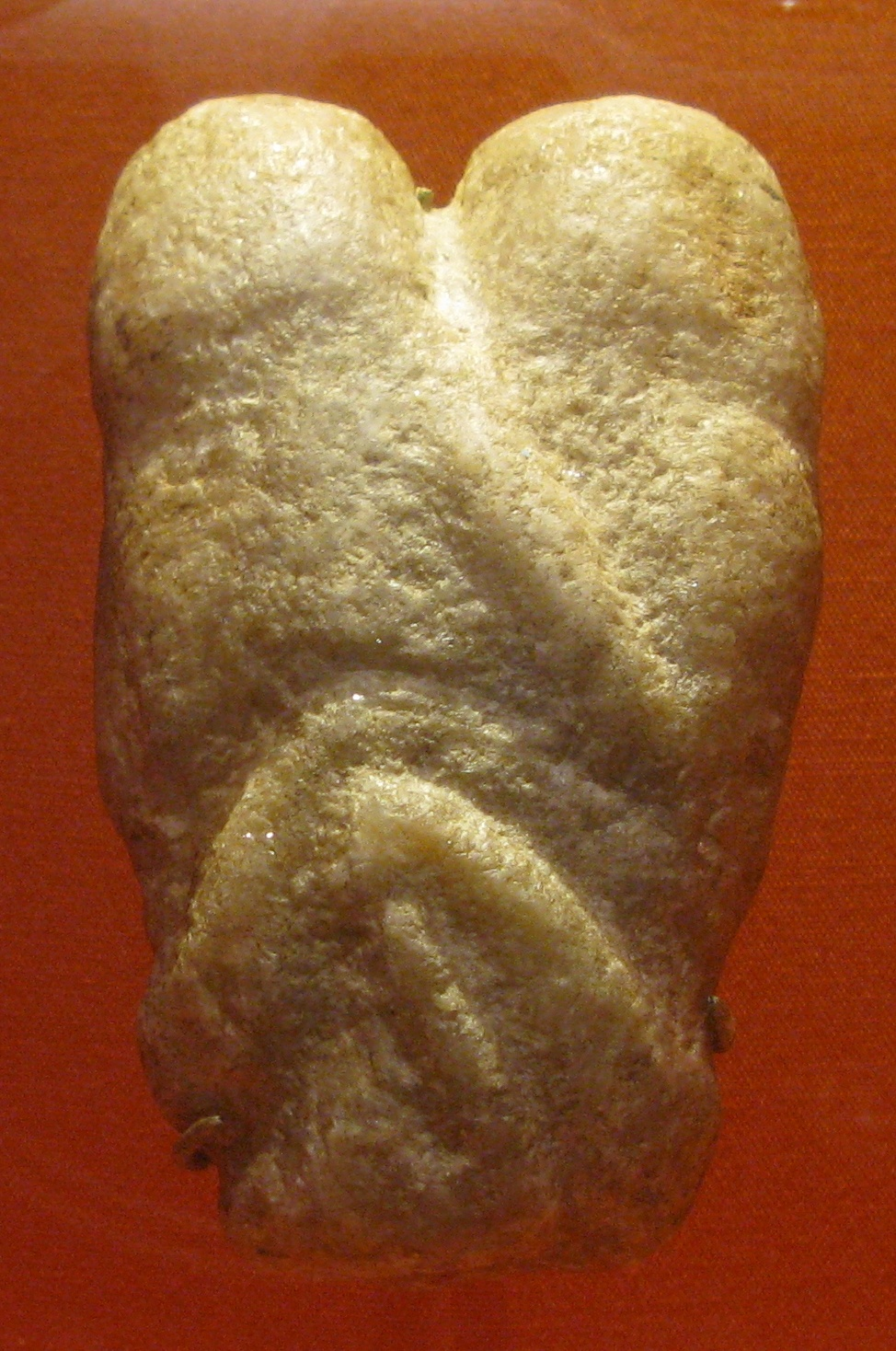
Gli amanti di Ain Sakhri, ritrovamento del Neolitico è considerato la più antica rappresentazione conosciuta di due persone impegnate in un rapporto sessuale

Per spiegare questo, gli studiosi hanno ipotizzato che, quando gli umani hanno capito che potevano intervenire nella produzione di piante con la semina, si sono resi conto che esisteva un collegamento causale anche fra il rapporto sessuale e la gravidanza della donna, cioè che  l'uomo aveva un ruolo nella procreazione.
È con questo passaggio, tecnologico e culturale, che nasce la figura del padre e la nozione di paternità.
Infatti, benché sia difficile da concepire oggi, la figura del padre non è esistita sempre né dappertutto. Per esempio nelle società avunculate, la figura maschile che educa il bambino  è lo zio materno, cioè il fratello della madre. Questo è il caso dei Naxi in Cina: fino agli anni 1990 in questa comunità cinese i bambini venivano allevati dallo zio materno, senza conoscere il loro padre biologico, a cui non veniva attribuita importanza Ciò deriva da una delle loro credenze, secondo cui sarebbe la dea Abaogdu a mettere i semi nel grembo delle donne  mentre l'uomo non avrebbe alcun ruolo nella procreazione, tranne essere come la "pioggia sull'erba", cioè aiutare a far crescere un seme già presente.
L'istituto del matrimonio, inteso come unione di una moglie e un marito, nasce dunque come conseguenza della comprensione del ruolo maschile nella procreazione. In effetti, gli antropologi collegano il patriarcato alla richiesta dell'uomo di avere il controllo sulla propria discendenza. In altre parole, così come chi coltiva un terreno desidera trattarlo come una sua proprietà, chi ha un rapporto sessuale con una donna cerca di mantenere l'"esclusiva" in modo da essere certo che i figli siano suoi. Il matrimonio insomma si configura come la proprietà di una moglie.
Non sembra un caso che  la prima attestazione scritta di una cerimonia di nozze risalga al 2350 a.C. in Mesopotamia, dove si è inizialmente sviluppata l'agricoltura e che una delle cerimonie nuziali più antiche, la coemptio latina, sia una forma di compravendita di una sposa. Anche il costume del "prezzo della sposa", più antico di quello della dote, corrisponde a una transazione economica.
Il linguista francese André Martinet riassume la questione in questi termini:
Gli etnologi del XIX secolo usavano il termine promiscuità per indicare una condizione sociale antica o primitiva che poteva essere caratterizzata dalla presenza di rapporti tra individui dei due sessi senza regole né convenzioni. In realtà, la ricerca del XX secolo non ha trovato molti riscontri su questo punto e ha iniziato usare il termine per indicare l'etairismo, cioè il matrimonio comune di gruppo in forma poliandrica: questo è il caso dei popoli Olo-ot del Borneo.
Secondo alcune teorie che fanno riferimento a Friedrich Engels e Karl Marx, il patriarcato è nato a causa di una primitiva divisione del lavoro in cui gli uomini si occupavano dell'approvvigionamento di cibo (lavoro produttivo) mentre le donne si prendevano cura della casa e dei figli (lavoro riproduttivo). Poiché il lavoro produttivo è monetizzato, esso viene  stimato di più rispetto al lavoro riproduttivo, che invece non è mai stato monetizzato: in altre parole, l'uomo gode di maggiore considerazione sociale in quanto è "la persona che porta da mangiare in famiglia". La percezione e il potere degli uomini sarebbero dunque cambiati di conseguenza all'uso del denaro, e la differenza sarebbe diventata tanto più forte con l'avvento del capitalismo.

### Europa

#### IlNeolitico
Secondo la studiosa lituana Marija Gimbutas, durante il Neolitico il patriarcato è stato introdotto in Europa in tre ondate successive, dei popoli indoeuropei provenienti dal Caucaso.
     Prima ondata (4400 a.C.-4300 a.C.)
     Seconda ondata (3500 a.C.-3000 a.C.)
     Terza ondata (3000 a.C.-2800 a.C.)

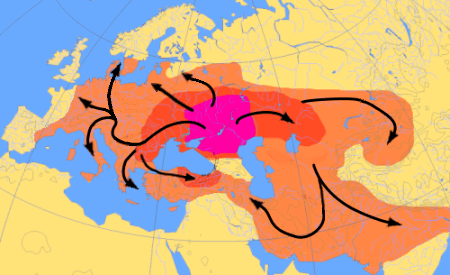
Espansione dei popoli indoeuropei secondo la teoria kurganica, suddivisa in ondate:
Prima ondata (4400 a.C.-4300 a.C.)
Seconda ondata (3500 a.C.-3000 a.C.)
Terza ondata (3000 a.C.-2800 a.C.)

Marija Gimbutas ha vagliato le testimonianze delle culture materiali dell'Est europeo, identificando gli indoeuropei con una cultura guerriera dell'età del rame (epoca: circa 4000 a.C. - 2000 a.C.): la cultura kurgan, così denominata a partire dalle grandi sepolture a tumulo (i kurgan appunto) che la caratterizzano, tombe nelle quali venivano seppelliti i principi locali insieme alle loro mogli e concubine, agli schiavi e a tutto il séguito.
L'ipotesi che i Protoindoeuropei venissero dal Caucaso è basata su ricostruzioni linguistiche e archeologiche, ed è stata definitivamente provata dalla paleogenetica.
André Martinet riprendendo gli studi di Gimbutas descrive la società protoindoeuropea come patriarcale e altamente gerarchizzata. Le tombe in particolare mostrano l'usanza di sacrificare le mogli dell'uomo, uso che non ha corrispettivo nell'Europa pre-indoeuropea:
Secondo Gimbutas, le culture pre-indoeuropee del Neolitico non sembrano avere attraversato i forti conflitti che caratterizzavano invece i popoli protoindoeuropei:
(Marija Gimbutas)
Dagli studi di Gimbutas emerge un quadro lineare della comparsa degli indoeuropei sulla scena della Storia: migrando dalle loro regioni d'origine (Urheimat collocata tra il Volga e il Dnepr), le popolazioni indoeuropee si sarebbero sovrapposte alle popolazioni neolitiche preindoeuropee, come élite guerriere tecnicamente più avanzate, imponendo alle popolazioni sottomesse la loro lingua, la loro struttura sociale e la loro religione.
Studi più recenti ipotizzano che una prima suddivisione dei ruoli per genere fosse già iniziata all'epoca delle migrazioni dei Protoindoeuropei e che si fosse accompagnata alla diffusione dell'agricoltura durante le prime fasi del Neolitico

#### Antica Grecia

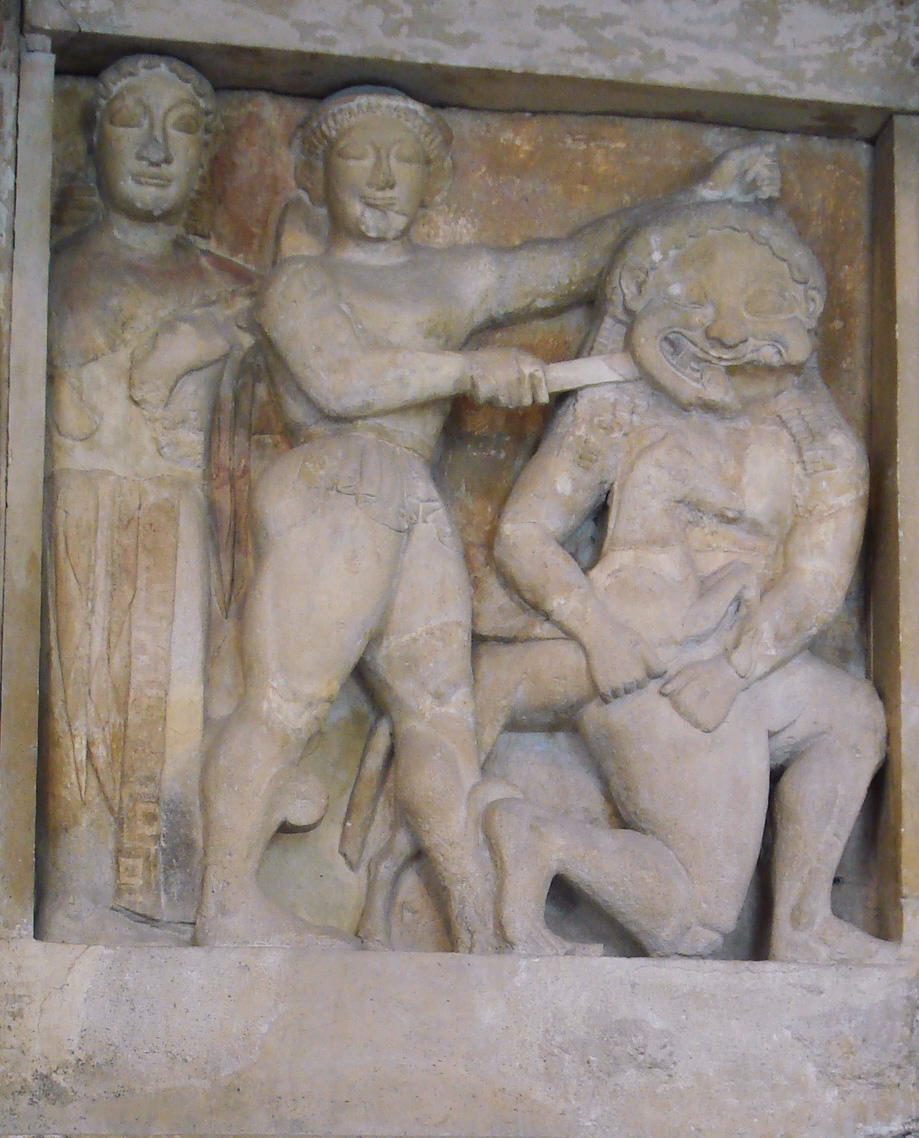
Raffigurazione di Perseo che uccide Medusa, da una metopa del Tempio C di Selinunte

Secondo alcuni archeologi, la mitologia greca porterebbe delle tracce del passaggio al patriarcato: in particolare il mito di Medusa, della Chimera e dell'Idra di Lerna, le divinità femminili sono associate alla Terra (Gaia), in contrapposizione alle divinità olimpiche che risiedono nel cielo. Tutte e tre hanno in comune il fatto di essere dei mostri e di essere state sconfitte da eroi maschi. Secondo A. L. Frothingham, Joseph Campbell e Robert Graves, il mito registra la soppressione violenta di un regime preesistente con caratteristiche matriarcali.
Nell'antichità greca, le donne non erano considerate cittadine, esattamente come gli schiavi e gli stranieri. Anzi, per molti versi, la società dell'Antica Grecia è oggi considerata perfino misogina, dunque la condizione della donna viene giudicata abbastanza negativamente secondo i parametri odierni; tuttavia la situazione poteva cambiare da città a città.  Per esempio a Sparta le donne, anche se formalmente escluse dalla vita civile e politica, potevano possedere dei terreni. Invece, le donne greche in generale non potevano possedere beni, nemmeno ereditandoli. Nel caso in cui un uomo morisse avendo solo figlie femmine, queste erano dette "epikleroi": erano "legate (ἐπι) all'eredità (κλῆρος)" e di conseguenza, avrebbero dovuto unirsi in matrimonio con il parente più prossimo; la proprietà della famiglia passava pertanto al marito.
Uno degli aspetti più evidenti dell'asimmetria fra uomini e donne nell'Antica Grecia riguardava il reato di omicidio. Le Leggi di Dracone stabilivano che il reato di omicidio doveva essere riconosciuto da un tribunale; tuttavia vi era l'eccezione dell'"omicidio giusto" (φόνος δίκαιος, phónos díkaios), che riguardava il cosiddetto delitto d'onore: in caso di relazione extramatrimoniale della moglie, della figlia, della sorella, della madre o della concubina, al cittadino ateniese era consentito ucciderla, se colta in flagranza di reato. Con la sua orazione "Per l'uccisione di Eratostene", Lisia assunse la difesa del cittadino ateniese Eufileto, accusato di aver ucciso premeditatamente Eratostene di Oe; Lisia intendeva dimostrare la legittimità dell'omicidio presentandolo come un  caso di "φόνος δίκαιος" (phónos díkaios), sostenendo che Eufileto avesse ucciso Eratostene perché quest'ultimo intratteneva una relazione adulterina con sua moglie.
Un importante generale greco, Menone, nel dialogo platonico che porta lo stesso nome, riassume il sentimento prevalente nell'Antica Grecia riguardo alle rispettive virtù di uomini e donne:
(Menone, 71e)

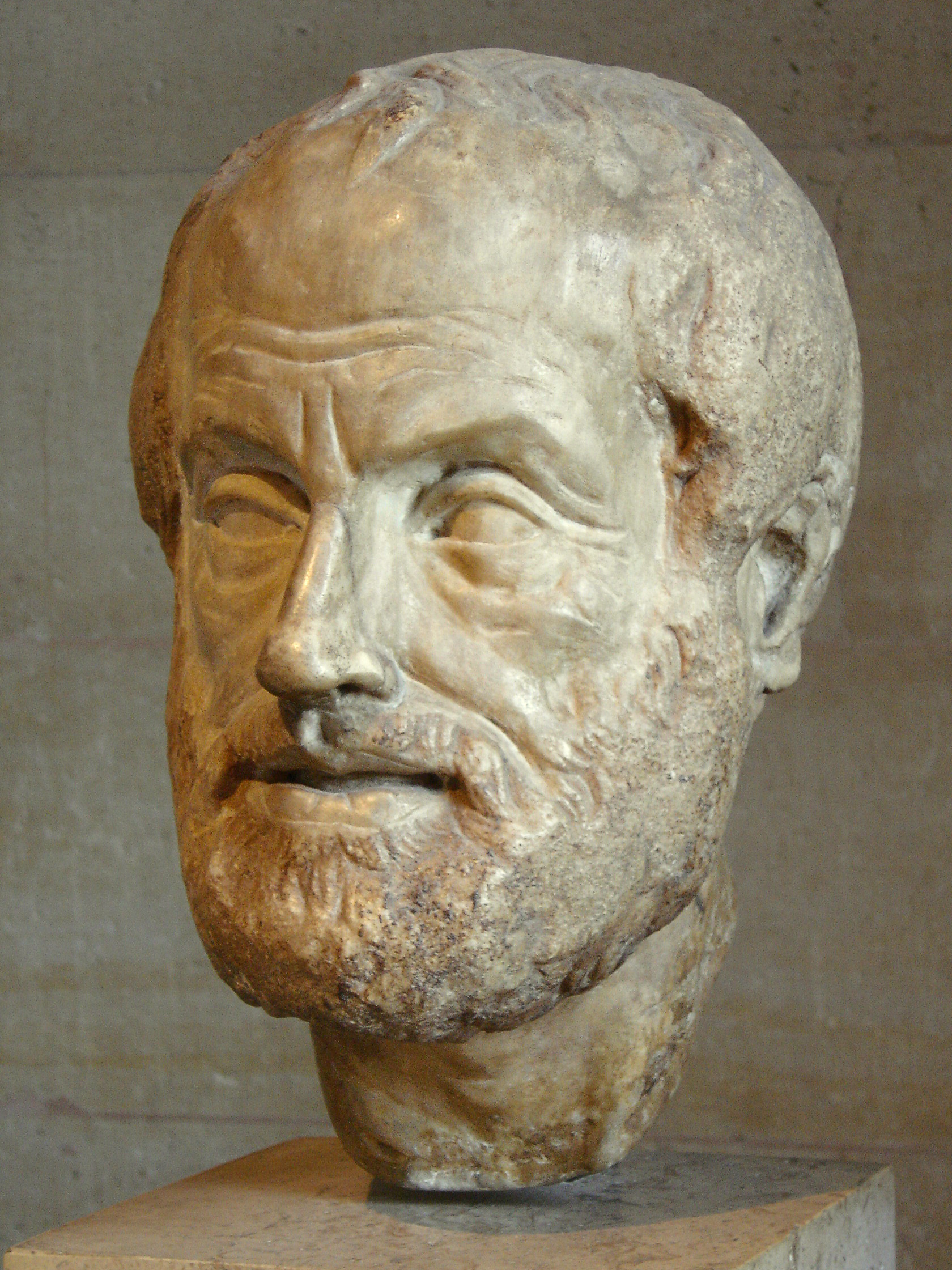
Aristotele è considerato uno dei grandi teorizzatori della subordinazione della donna all’uomo. Statua Museo del Louvre

 Il pensiero filosofico greco ha in Aristotele uno dei grandi teorizzatori della subordinazione della donna all'uomo. I lavori di Aristotele dipingono le donne come moralmente, intellettualmente e fisicamente inferiori agli uomini; sostengono che il ruolo delle donne nella società coincide con la riproduzione e nel servire gli uomini in casa; e vede il dominio maschile sulle donne come naturale e virtuoso. Ne La Creazione del Patriarcato di Gerda Lerner, l'autrice sostiene che Aristotele credeva che le donne avessero sangue più freddo rispetto agli uomini, il che avrebbe fatto sì che esse non si siano evolute in uomini, il sesso che Aristotele riteneva essere perfetto e superiore. La storica Maryanne Cline Horowitz sostiene che Aristotele credeva che "l'anima contribuisce alla forma e al modello di creazione". Ciò implica che qualsiasi imperfezione che è causata nel mondo deve essere causata da una donna poiché non è possibile acquisire una imperfezione dalla perfezione (che egli percepiva come maschile). Le teorie di Aristotele sostengono di fatto una struttura gerarchica di comando. Lerner sostiene che attraverso questo sistema di valori patriarcali, passati di generazione in generazione, le persone siano state condizionate a credere che gli uomini sono superiori alle donne. Questi simboli sono parametri di condizionamento che i bambini imparano crescendo, e il ciclo del patriarcato continua ben oltre l'Antica Grecia.

#### Antica Roma
Il pater familias romano era il capo indiscusso della famiglia: a lui erano sottomessi la moglie, i figli, gli schiavi, le nuore. Su tutti costoro egli aveva la patria potestas, potere che conservava sino alla morte, e che comportava amplissime facoltà insieme ad un potere punitivo che si estendeva finanche alla vitae necisque potestas, ovvero al diritto di vita o di morte nei confronti dei membri del nucleo familiare. In effetti, il pater familias decideva quali e quanti figli allevare, e si incaricava eventualmente di esporre i neonati indesiderati alla columna lactaria, perché morissero oppure poteva decidere di vendere i propri figli come schiavi.
Durante il periodo della repubblica, la matrona romana era confinata alla realtà domestica, col compito di prendersi cura della domus sotto la tutela del pater familias, fosse esso il padre oppure il marito. Non le era consentito ricoprire cariche pubbliche, o avviare un'attività politica. Un'eccezione, a questo riguardo, era costituita dalle sei vergini vestali le quali, pur essendo donne, mantenevano un alto status sociale nell'ambito della religione romana.

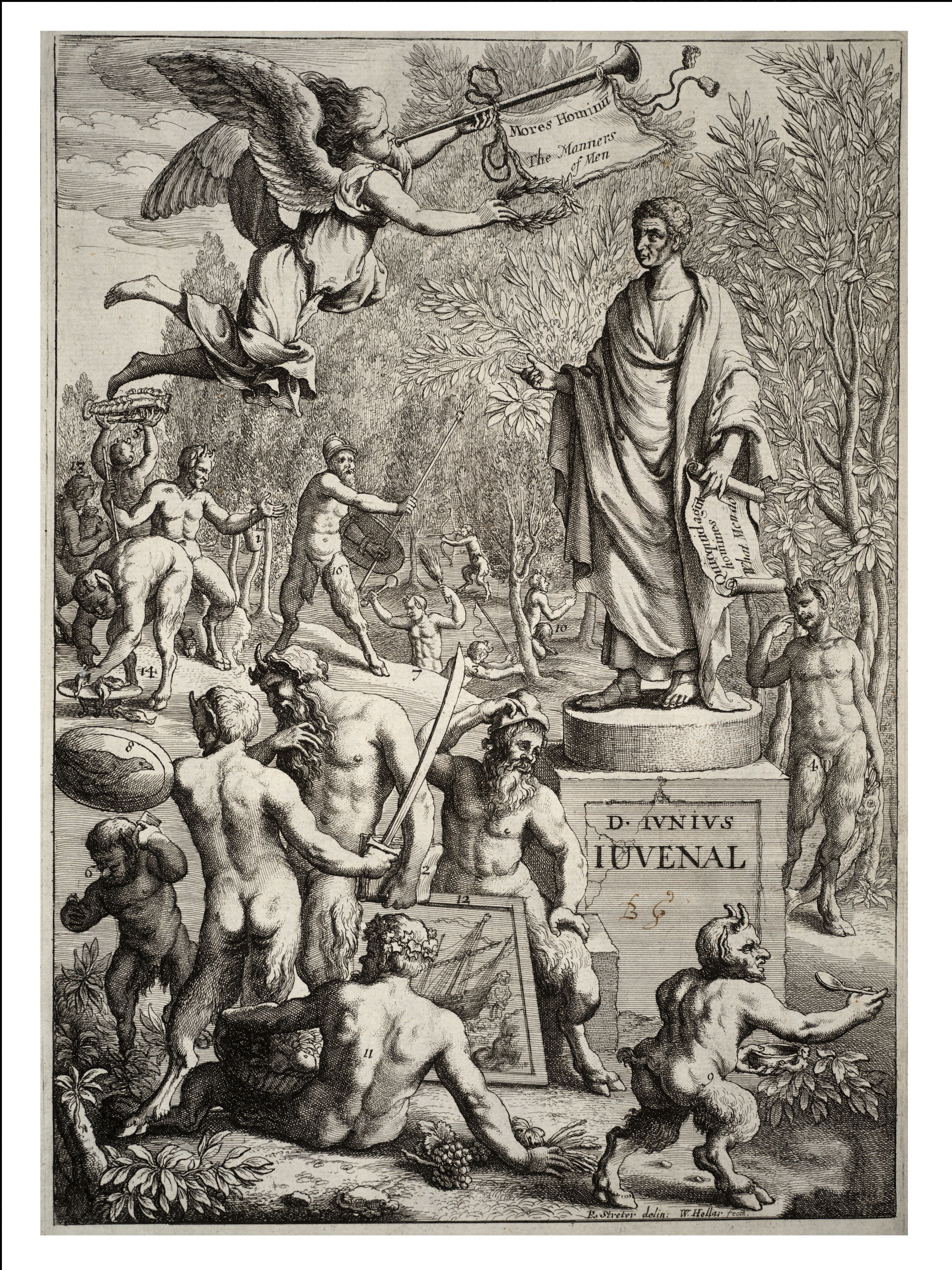
Giovenale, nelle sue Satire, prende di mira le matrone che proclamano la loro parità di diritti nei confronti degli uomini

Durante l’Impero, le donne romane godono di una conquistata dignità ed autonomia, difesa anche da teorici del "femminismo" antico come Gaio Musonio Rufo nell'età dei Flavi.. Uno dei cambiamenti più evidenti riguarda il caso dell'adulterio. Nel matrimonio cum manus la donna sorpresa in adulterio poteva essere giustiziata dal marito, per il quale invece lo stesso comportamento non implicava conseguenze. Durante l'Impero, la Lex Iulia de adulteriis coercendis (18 a.C.) stabilisce che gli adulteri possono essere condannati all'esilio privandoli di una metà dei loro beni e proibisce ogni futuro matrimonio tra loro. La legge sottraeva la donna a ogni possibile crudele comportamento del marito ma soprattutto riconosceva come reato d'adulterio anche quello commesso dal coniuge maschio. In senso opposto, Giovenale, nelle sue Satire, prende di mira le matrone che non fanno più figli ma invece studiano, partecipano alle gare e alle feste, come gli uomini. Le donne romane dell'epoca imperiale pretendono di vivere vitam e proclamano la loro parità di diritti nei confronti degli uomini:

#### Tra epoca romana e medievale

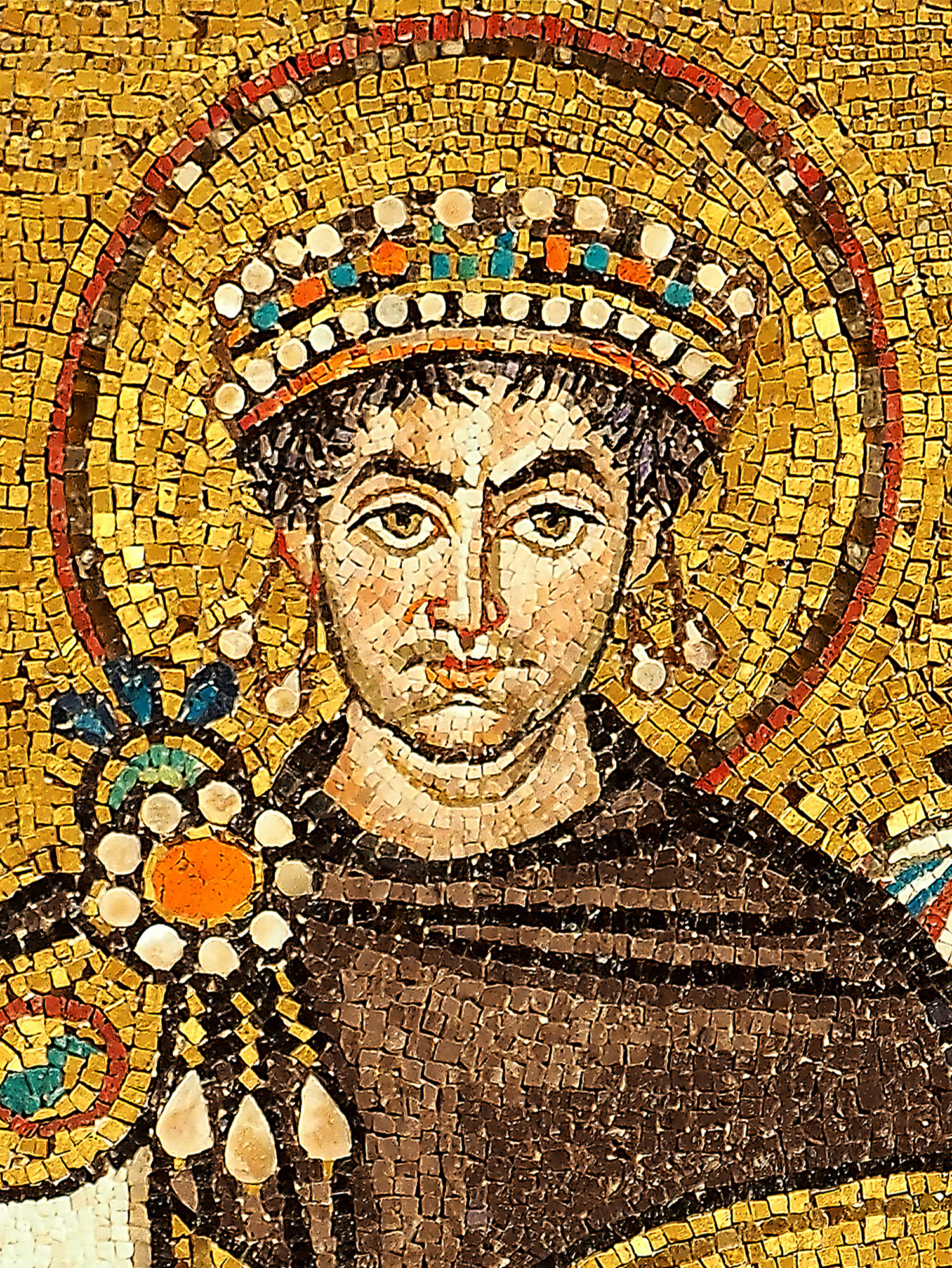
Giustiniano I il Grande

L'arbitrio del pater familias trova un limite nel Cristianesimo relativamente alla possibilità di esporre i neonati indesiderati. L'imperatore Costantino I sancisce nel 315 che una parte del fisco sia utilizzata per il soccorso degli infanti abbandonati e per i figli delle famiglie povere. Nel 318 una legge prevede la pena di morte per l'infanticidio ma non sanziona chi vende i propri figli.
Nel VI secolo Giustiniano punirà l'esposizione, considerandola a tutti gli effetti come infanticidio. Allo stesso tempo, con Giustiniano e dunque con l'avvento del diritto bizantino, l'avanzamento dei diritti femminili si ferma, in quanto cambiano le basi dell'unità familiare e le sue funzioni all'interno della società.
Tra i provvedimenti più vistosi l'obbligo di fedeltà a carico solo della moglie, e la reintroduzione del dovere di assoluta obbedienza da parte della donna e la sua sottomissione al marito. Con Giustiniano si consolida anche la patrimonializzazione dell'eredità, con la trasmissione per linea fissa e maschile dei beni, segnando la fine della linea di discendenza femminile. Si danno così le basi per la genesi del principio di proprietà privata individuale, che comporta il completo jus utendi et abutendi.
Il patriarcato dai possedimenti romano-bizantini arrivò successivamente nella società germanica che non conosceva l'istituto della proprietà privata, ma nemmeno alcun istituto familiare e la schiavitù. Con la sedentarizzazione nasce l'esigenza di una famiglia come struttura autonoma, e successivamente la comune rurale. Tra le strutture giuridiche di base che reggono questi istituti, vi sono la vendetta, l'affratellamento, il prezzo della sposa, l'assenza di testamento.
D'altro canto, le Imperatrici (come Teodora) e matriarche godevano di privilegi, influenza politica e status sociale.

#### Cristianesimo: il vescovo come "patriarca"

Ornamenti esteriori per lo scudo di patriarca della Chiesa cattolica.

Il titolo di "patriarca", che inizialmente poteva essere dato a qualsiasi vescovo cristiano, fu riservato, a partire dalla metà del secolo V, a quelli che reggevano le cinque circoscrizioni che da allora presero il nome di patriarcati. Tale titolo, che Gregorio Nazianzeno dava ai vescovi anziani, acquistò il senso tecnico e ristretto nella Novella 113, promulgata dall'imperatore Giustiniano I nel 531, e con la quale egli metteva questi cinque a un livello superiore a quello dei metropolitani, rendendo formale tale organizzazione ecclesiastica. Poi estesa anche all'Occidente con la Prammatica sanzione del 554 (con papa Vigilio a Costantinopoli).
In questo senso tecnico e ristretto il titolo di patriarca è poi entrato nell'ordinamento canonico della Chiesa stessa nei canoni 2 e 7 del Concilio in Trullo convocato da Giustiniano II Rinotmeto (692).
Per i cattolici, la dignità patriarcale è subordinata alla dignità suprema del vescovo di Roma, quale vicario di Cristo e successore di Pietro, come capo del Collegio episcopale. Per gli ortodossi, il papa è primus inter pares fra i patriarchi. 
Nella Chiesa latina, che è quella chiesa che riconosce nel Papa anche il proprio patriarca (sebbene papa Benedetto XVI e il suo successore Francesco non abbiano più utilizzato il titolo di patriarca d'Occidente), vi sono ancora dei patriarchi, il cui titolo è però solo onorifico, non comportando alcuna particolare giurisdizione in più rispetto a quella di un arcivescovo metropolita (questo è il caso ad esempio del patriarca di Venezia). Le giurisdizioni dei patriarchi orientali, che possono essere anche cardinali, corrispondono invece, in linea di massima, a tutti i fedeli del proprio rito.

#### Età moderna
A partire da Lutero, il Protestantesimo ha regolarmente usato il comandamento contenuto nell'Esodo 20:12 per giustificare i doveri dovuti a tutti i superiori.

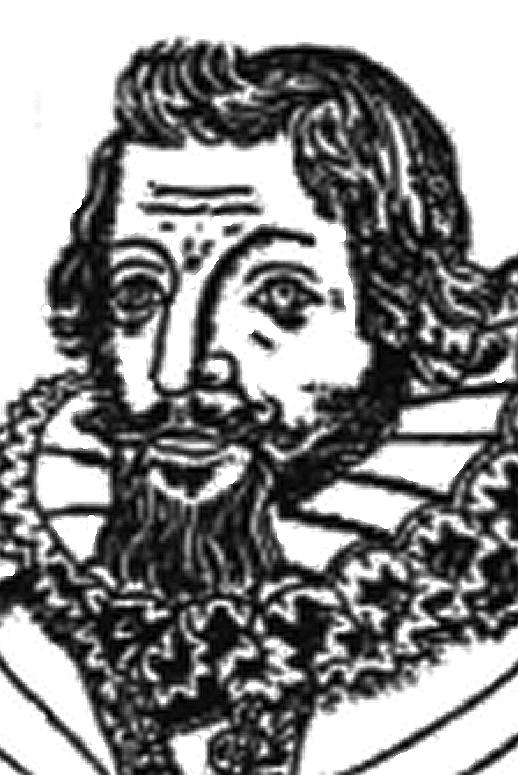
Robert Filmer, filosofo inglese

Il riformatore scozzese protestante John Knox nel XVI secolo scrisse un libro intitolato Il primo squillo di tromba contro il mostruoso governo delle donne in cui sottolineava la scarsa abilità delle donne nelle arti di governo; nel libro il predicatore si scagliò contro Maria Tudor d'Inghilterra, la reggente di Scozia Maria di Guisa, Caterina de' Medici e Maria Stuarda, al punto che la nuova regina d'Inghilterra, Elisabetta I gli negò nella primavera 1559 il permesso di transito.
Anche se molti teorici del XVI e XVII secolo concordavano con la visione di Aristotele riguardo al posto delle donne nella società, nessuno di essi cercò di provare un obbligo politico sulla base della famiglia patriarcale fino a poco dopo il 1680. La teoria politica patriarcale è strettamente associata a Robert Filmer. Nel 1653, Filmer completò un'opera intitolata Patriarcha.  Tuttavia, non fu pubblicata fino a dopo la sua morte. In essa, egli difendeva il diritto divino dei re a possedere il titolo ereditato da Adamo, il primo uomo della specie umana secondo la tradizione giudeo-cristiana.

#### Età contemporanea
Il 10 luglio 1995 papa Giovanni Paolo II in una lettera destinata «ad ogni donna» chiedeva perdono per le ingiustizie compiute verso le donne nel nome di Cristo, per la violazione dei diritti femminili e per la denigrazione storica delle donne. Un concetto che ripeté durante il giubileo del 2000 quando, tra le sette categorie di peccati commessi nel passato dagli uomini di Chiesa e per i quali faceva pubblica ammenda, nominò anche quelli contro la dignità delle donne e delle minoranze.

### Vicino Oriente antico

#### Mesopotamia
Secondo Robert M. Strozier, il dominio maschile sulle donne è stato attestato fin dai più antichi documenti scritti, in Mesopotamia dal 3100 a.C.: questi documenti sanciscono le restrizioni sulla capacità riproduttiva delle donne e la loro esclusione dal "processo di rappresentanza o dalla costruzione della storia".
Tra i Sumeri, la donna godeva di una certa libertà di movimento e poteva svolgere anche mestieri come lo scriba. La situazione cambiò notevolmente durante la dominazione assira, in quanto gli Assiri erano un'aristocrazia guerriera dove le donne, i non aristocratici e gli schiavi non avevano praticamente nessun diritto. Le leggi assire del XII secolo a.C. attribuiscono al marito il diritto di frustare la moglie, strapparle i capelli, batterla e mutilarle le orecchie.
Fars ed Elam (nell'Iran occidentale)
Armenia
Anatolia (attuale Turchia)
Levante
Libano

#### Israele

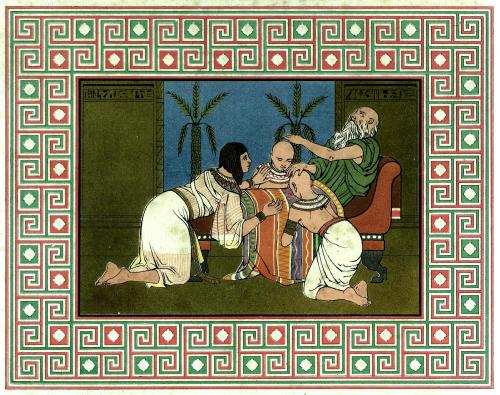
Owen Jones: Il patriarca Giacobbe con Manasse e Efraim

I patriarchi (in ebraico אבות‎? avot o abot, singolare in ebraico אב‎? Ab o aramaico: אבא, Abba) della Bibbia, quando definiti in senso stretto, sono Abramo, suo figlio Isacco e il figlio di Isacco, Giacobbe, chiamato anche Israele, capostipite degli Israeliti. Questi tre personaggi vengono chiamati collettivamente i patriarchi dell'Ebraismo ed il periodo in cui vissero è noto come "età patriarcale".
I patriarchi hanno un ruolo importante nelle Scritture ebraiche durante e dopo i rispettivi periodi della loro esistenza. Vengono usati come indicatori significativi nella rivelazione divina e nell'Alleanza, e continuano ad avere ruoli importanti nelle religioni abramitiche. Più in generale, il termine "patriarchi" può essere utilizzato per riferirsi a venti figure ataviche tra Adamo e Abramo. I primi dieci di questi sono chiamati i patriarchi antidiluviani, perché vennero prima del Diluvio.
Invece, le donne menzionate nella Bibbia per nome e ruolo sono poche, il che suggerisce che erano raramente in prima linea nella vita pubblica. Le poche nominate sono dette "Matriarche": Sara, Rebecca, Rachele e Lia, Miriam la profetessa, Debora il giudice, Culda la profetessa, Abigail che sposò Davide, Raab ed Ester. Nel racconto biblico queste donne non furono contrastate per la loro presenza pubblica.

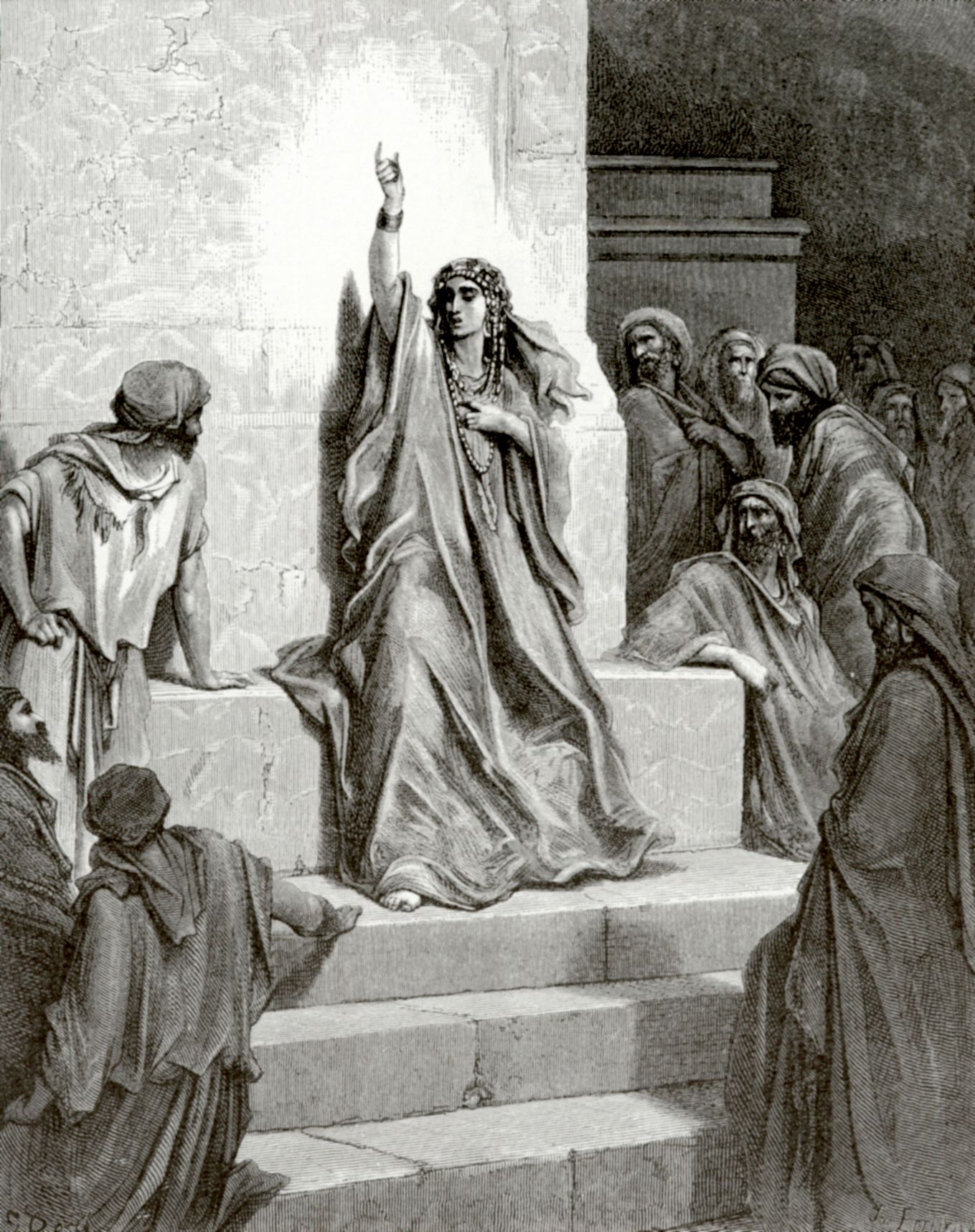
Debora, profetessa e giudice (incisione di Gustave Doré, 1832)

. Le donne avevano una certa libertà di movimento nella vita rituale: come gli uomini, erano tenute a fare alcuni pellegrinaggi al Tempio di Gerusalemme durante la Pasqua ebraica e in occasioni speciali.
Il matrimonio e il diritto di famiglia in tempi biblici favorivano gli uomini a scapito delle donne. Ad esempio, un marito poteva divorziare la propria moglie, se così decideva, ma una moglie non poteva divorziare dal marito senza il suo consenso. La pratica del levirato si applicava alle vedove di mariti defunti senza figli, ma non ai vedovi delle mogli defunte senza figli. Le leggi che regolano la perdita della verginità femminile non hanno equivalente nel maschile. Queste e altre disuguaglianze di genere presenti nella Torah indicano che le donne furono subordinate agli uomini in tempi biblici, ma indicano anche che la società biblica reputava come fondamentale la continuità, proprietà e l'unità della famiglia. Tuttavia gli uomini avevano obblighi specifici che dovevano ottemperare per le loro mogli. Tra questi, la fornitura di indumenti, cibo e rapporti sessuali con le proprie mogli.
Le donne dipendevano dagli uomini economicamente, in genere non possedendo proprietà, tranne nel raro caso dell'ereditare terra da un padre senza figli maschi. Anche "in questi casi, le donne erano tenute a risposarsi all'interno della tribù, in modo da non diminuire i suoi possedimenti terrieri."
La struttura patriarcale della società ebraica si combina con una componente matrilineare, per decidere l'identità dei figli in caso di matrimoni misti.
Palestina
Giordania)

#### Antico Egitto

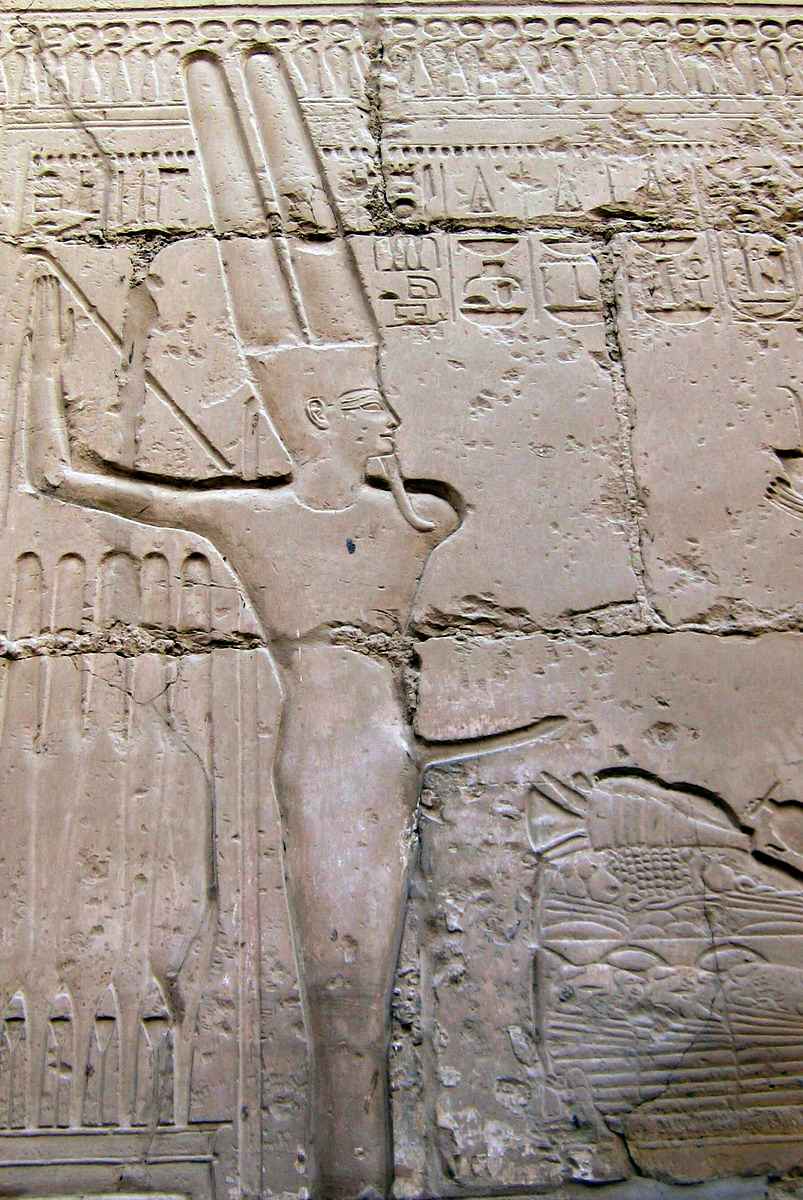
Rappresentazione itifallica di Min, dio della fertilità maschile nell'antico Egitto

Nell'Antico Egitto, parte del Vicino Oriente antico, si trovano alcune delle prime rappresentazioni del simbolismo fallico simbolo cosmogonico del membro virile in erezione. Questo simbolismo è poi proseguito nei secoli in diverse civiltà.
Le donne nell'antico Egitto possedevano uno status che contrastava in modo significativo con la condizione della donna in molti paesi moderni, in quanto occupavano e veniva assegnata loro una fetta di potere sociale (e, in certi casi, anche politico) che non è consentito loro avere in un buon numero di società dell'età contemporanea. Anche se gli uomini e le donne in terra d'Egitto avevano poteri tradizionalmente distinti all'interno della società civile, non sussisteva alcuna barriera insormontabile - né di tipo culturale né tanto meno religioso - davanti a coloro che volessero deviare da un tale modello di separazione dei ruoli.

La società egizia riconosceva non l'uguaglianza sociale dei sessi (nel senso più moderno del termine, o le pari opportunità), bensì la complementarità essenziale nei compiti a cui erano destinati rispettivamente uomini e donne. I doveri a cui era chiamata la popolazione femminile del paese erano soprattutto rivolti alla buona riuscita della vita nell'ambiente familiare, quindi alla prosperità della famiglia e alla buona salute e crescita dei figli.
Un tale rispetto nei confronti della femminilità è espresso chiaramente nell'antica teologia della religione egizia e dalla sua morale, pur rimanendo alquanto difficoltoso stabilire la portata della sua applicazione effettiva nella realtà della vita quotidiana nell'antico Egitto; è stato in ogni caso molto differente per esempio nella società dell'Antica Atene dove le donne erano legalmente considerate come delle "eterne minorenni" e pertanto prive della maggior parte dei diritti civili.

### Africa
Il ricercatore francese Julien d'Huy (Laboratorio di antropologia sociale del Collège de France) ha mostrato che la distribuzione di miti primitivi patriarcali in Africa è in correlazione con la diffusione di un certo gene. Sarebbe dunque possibile seguire questo gene nelle varie migrazioni umane.

## Il significato sociale
Tradizionalmente, il patriarcato ha dato al padre di famiglia completo possesso della moglie e dei figli, così come il diritto dell'uso della forza per garantire la propria autorità. Alcune femministe sostengono che la congiuntura del patriarcato come privilegio e autorità e della concezione della donna come proprietà finisce per sfociare in una “cultura dello stupro” in cui lo stupro e altre forme di violenza verso le donne sono riconosciute come la norma all'interno dell'ordine sociale.